# Harmothoe tenuisetis
Harmothoe tenuisetis är en ringmaskart som först beskrevs av McIntosh 1885.  Harmothoe tenuisetis ingår i släktet Harmothoe och familjen Polynoidae. Inga underarter finns listade i Catalogue of Life.